# Synothele durokoppin
Synothele durokoppin là một loài nhện trong họ Barychelidae. Loài này phân bố ờ Tây Úc.